# Peter Schumann (Fußballspieler)
Peter Schumann (* 17. Juli 1938) ist ein ehemaliger deutscher Fußballspieler. 

## Karriere
Peter Schumann kam 1958 vom TSV 04 Schwabach zum FC Bayern Hof, mit dem ihm in seiner ersten Saison der Aufstieg in die Oberliga Süd gelang. In der Folgesaison folgte ein Wechsel zu den Stuttgarter Kickers, für die er insgesamt 17 Spiele in der II. Division absolvierte und dabei 7 Tore erzielte.